# Järnvägslinjen Pétange - Fond-de-Gras - Bois-de-Rodange
Järnvägslinjen Pétange - Fond-de-Gras - Bois-de-Rodange, eller Ligne des Minières, är en ursprungligen 9,3 kilometer lång normalspårig industrijärnväg i Luxemburg. Den går från järnvägsstationen i Pétange via omlastningsplatsen för järnmalm Fond-de-Gras till Bois-de-Rotange. Linjen används idag av Association des musées et Tourisme Ferroviaire för turisttrafiken Train 1900.
Compagnie des chemins de fer Prince-Henri erhöll 1873 koncession för järnmalmsbrytning och för att anlägga en järnväg sydväst om Pétange. Den första etappen mellan Pétange och Fond-de-Gras öppnades i december 1875. På grund av att bolaget gick i konkurs, avbröts anläggningsarbetet 1876. År 1877 övertog S.A. luxembourgeoise des chemins de fer et minières Prince-Henri verksamheten och fortsatte bygga ut linjen. I april 1878 var linjen klar till Bois-Châtier vid gränsen till Frankrike. Järnvägen anslöts dock aldrig till det franska järnvägsnätet.
Trafiken gällde så gott som enbart järnmalms- och timmertransport. Trafikvolymen började minska med stängningar av gruvor under andra världskriget. Det sista malmtåget gick 1962. Delar stängdes ned hösten 1964 och hela linjen lades ned officiellt i oktober 1970. 
Linjen började åter trafikeras i augusti 1973, och då i turisttrafik av Association des musées et tourisme ferroviaire med veterantågsverksamheten Train 1900. År 1986 köpte föreningen spåren av Chemins de Fer Luxembourgeois, som övertagit järnvägen efter andra världskriget.
Linjen var från början 9,3 kilometer lång och är numera 7 kilometer. Sträckan mellan Fond-de-Gras och Dhoil används också av veteranjärnvägen Minièresbunn.

## Bildgalleri

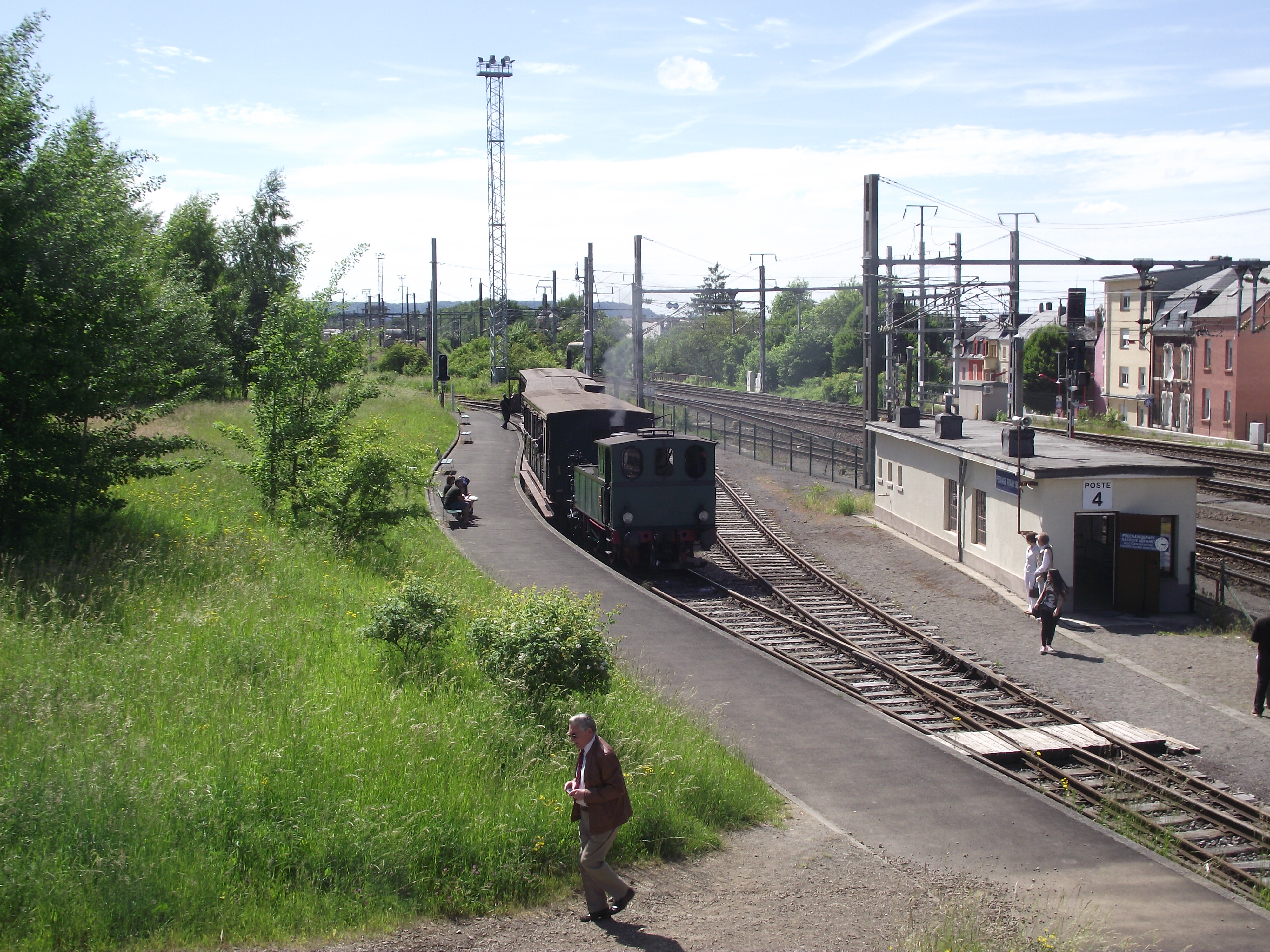
Pétanges järnvägsstation med veterantåg
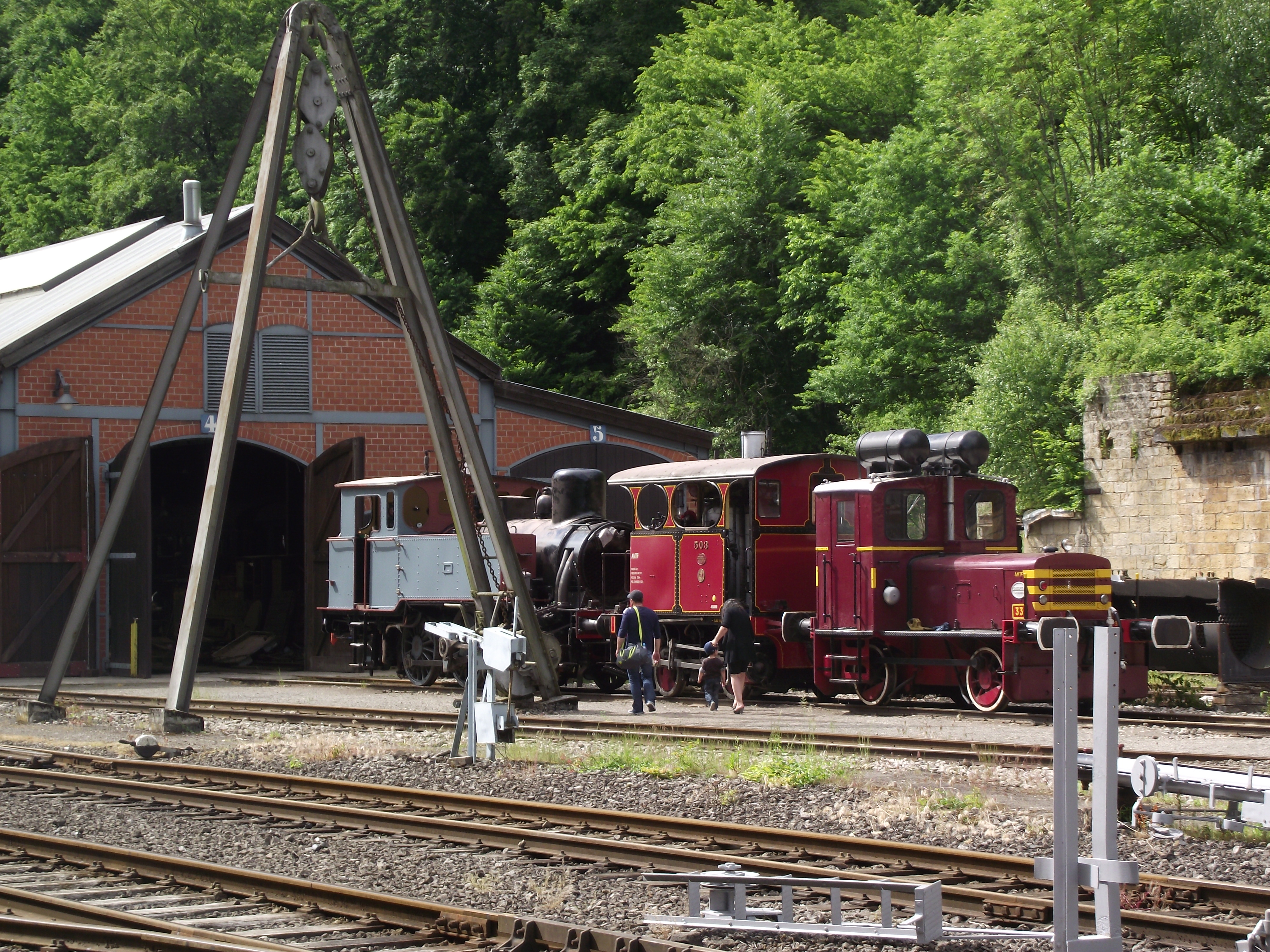
Lokstall i Fond-de-Gras
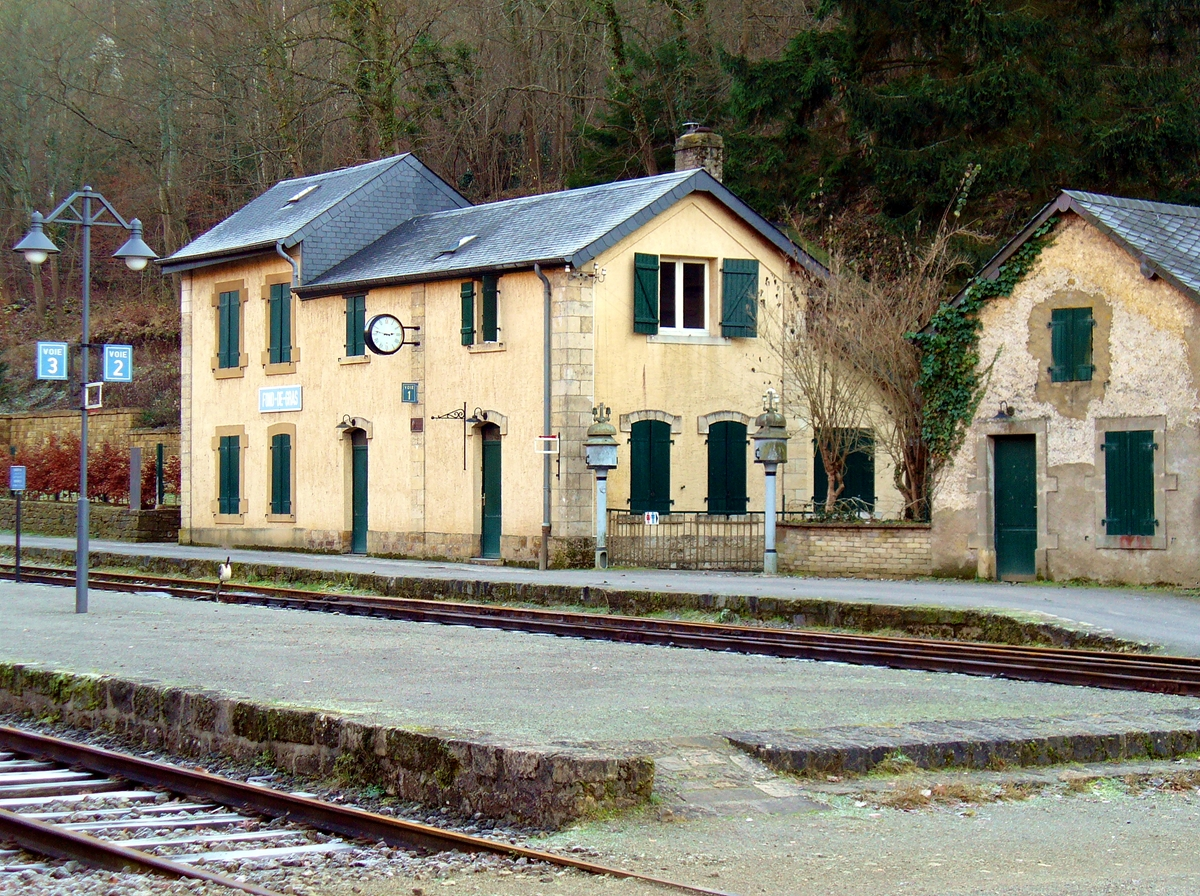
Järnvägsstationen i Fond-de-Gras
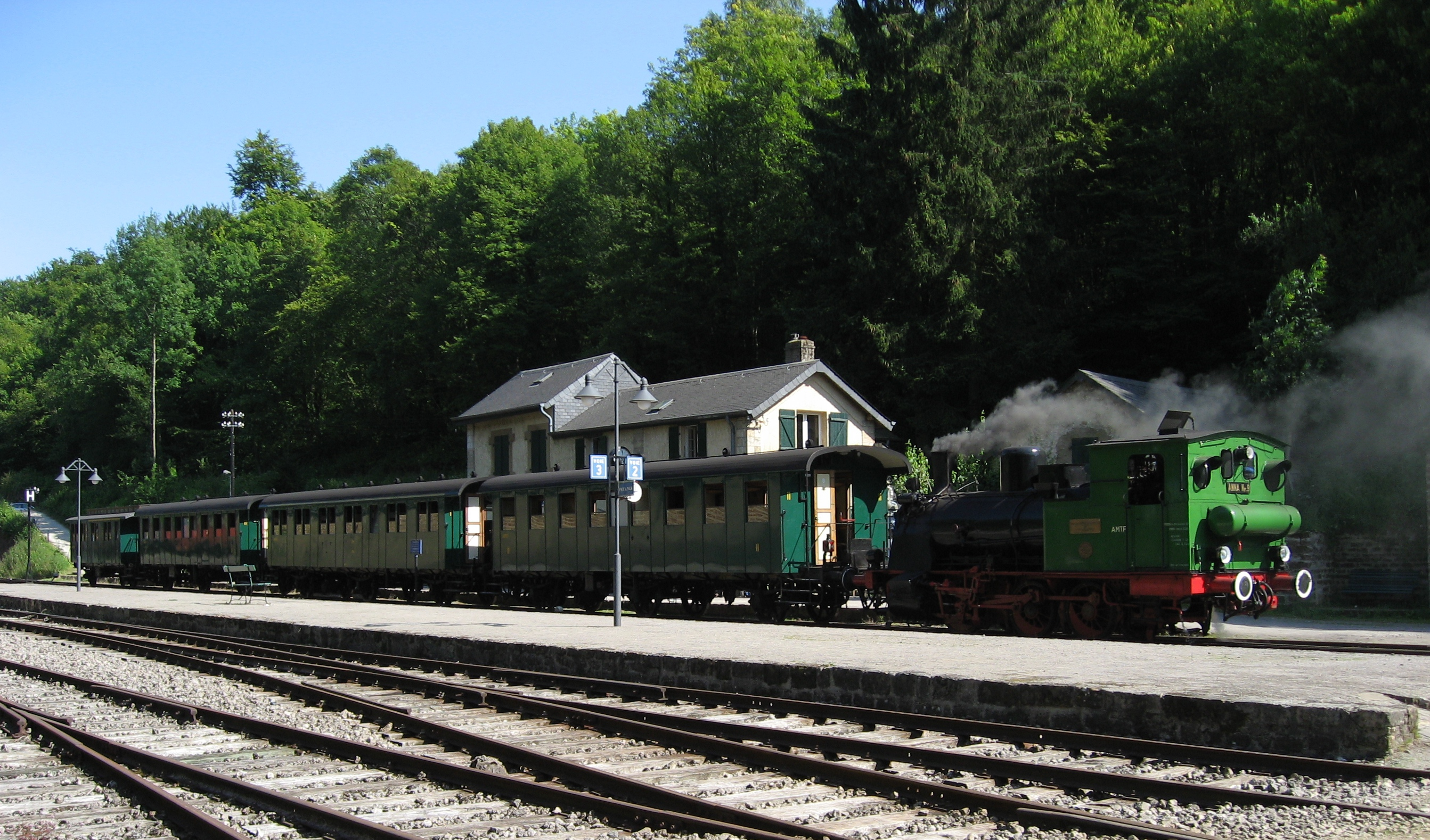
Tåg klar för avfärd från Fond-de-Gras
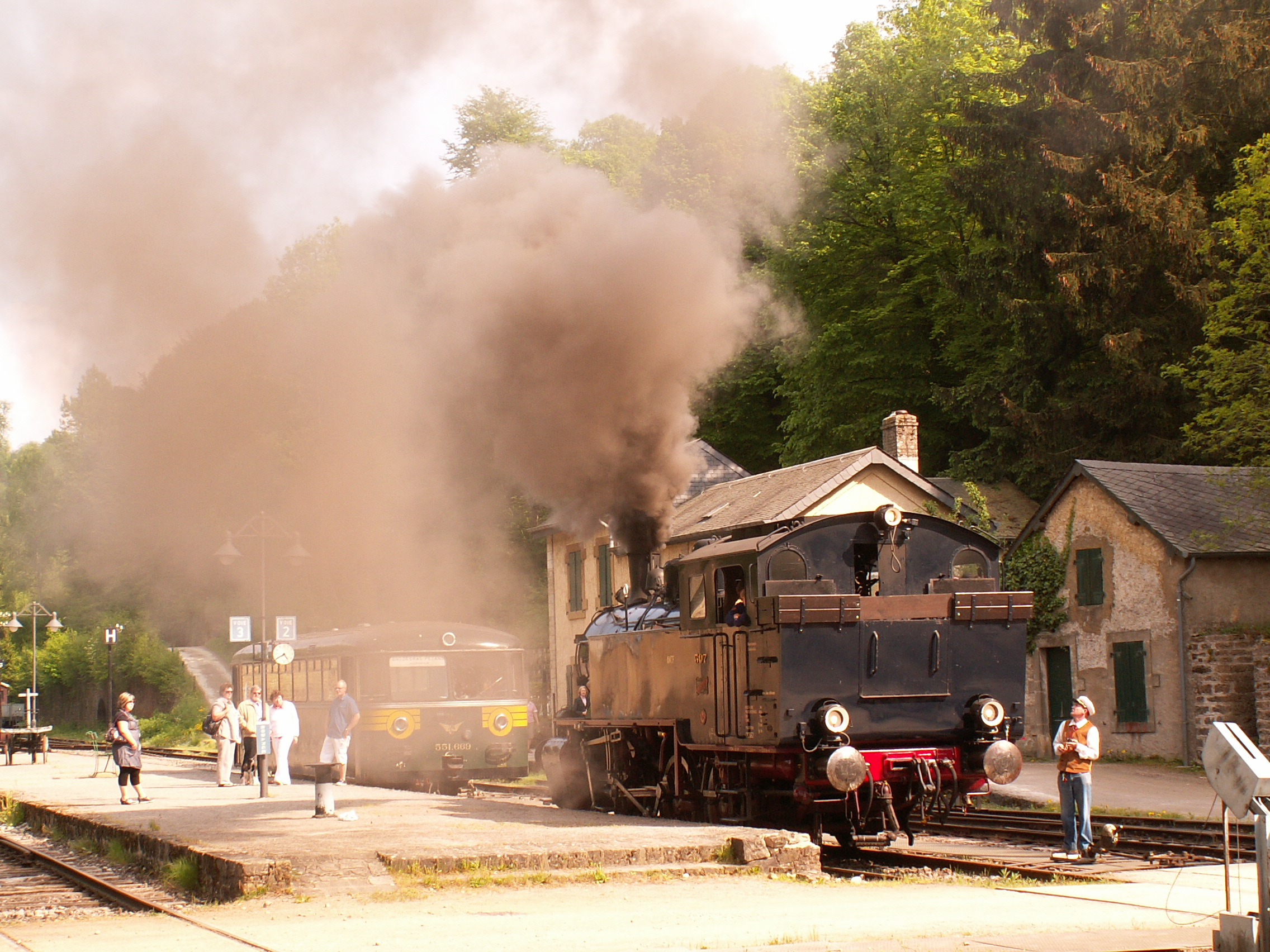
Tidigare tyska ånglokomotivet Energie 507, byggt 1946 och rälsbuss
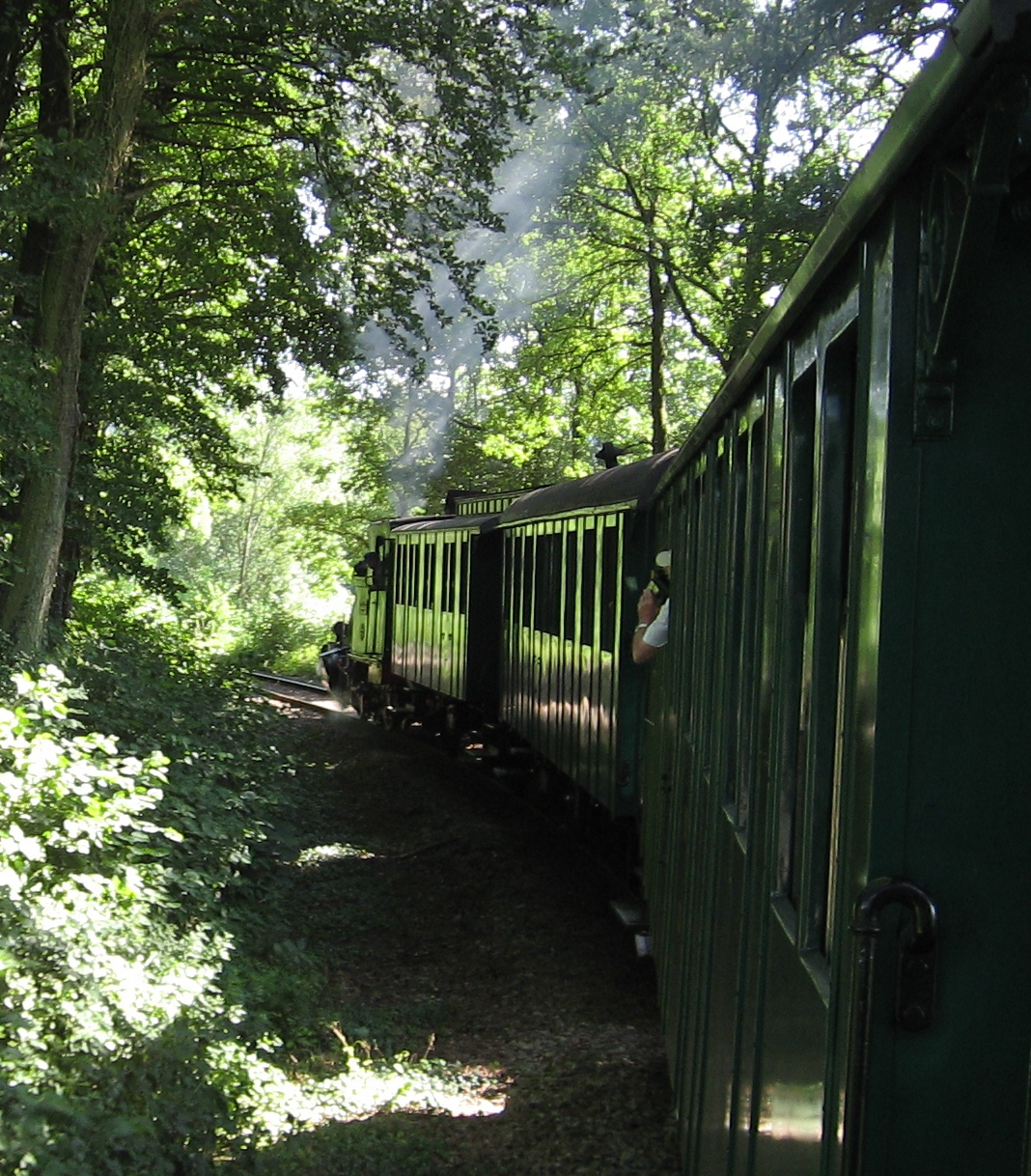
Spåret går till stor del genom skog
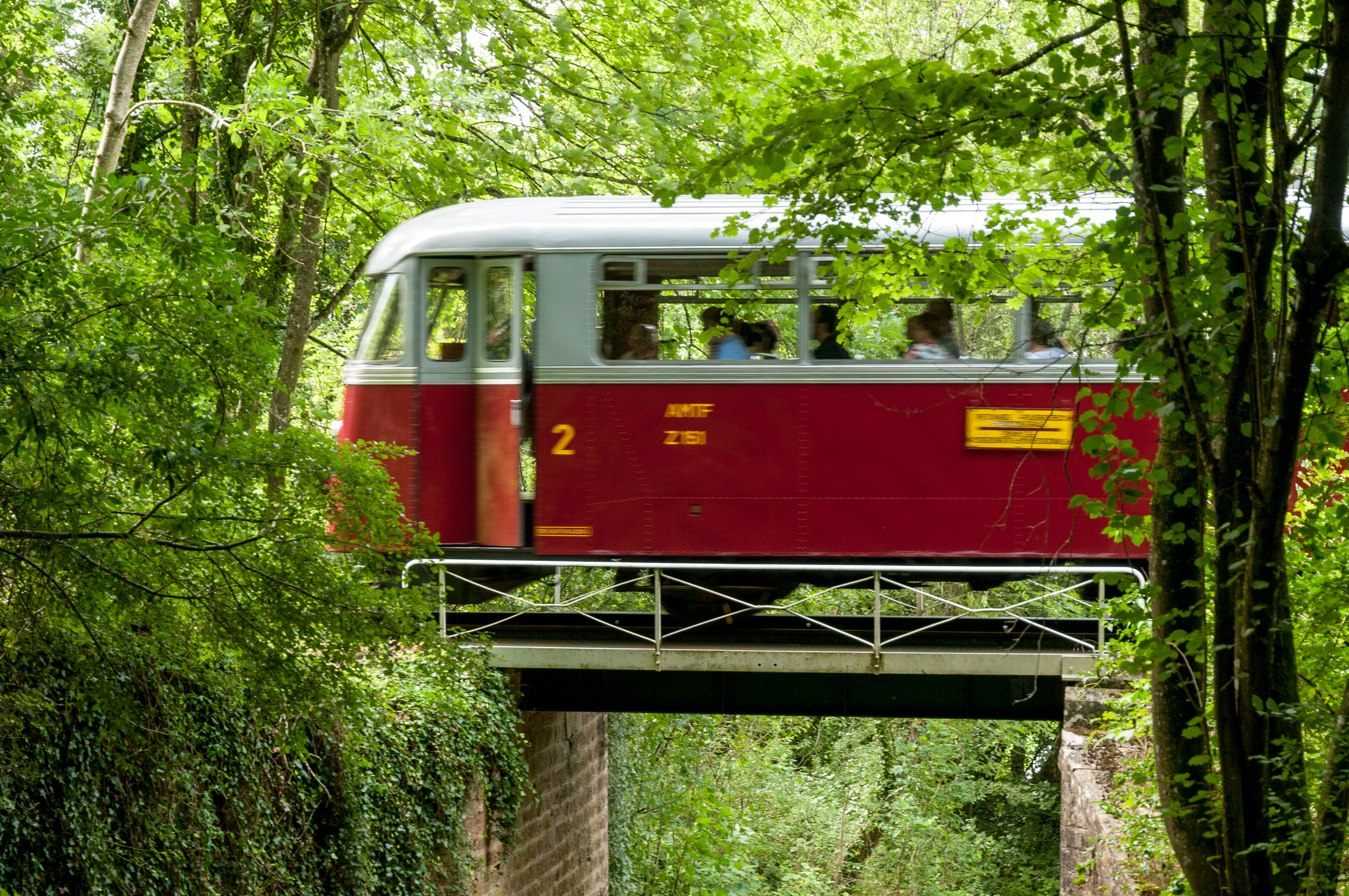
Uerdingen-rälsbuss på järnvägsbro